# 호치키스 M1909
호치키스 M1909 기관총은 덴마크의 마드센 경기관총에 자극받아 프랑스가 채택한 경기관총이다. 로런스 베넷(Lawrence Benet)이라는 미국인과 앙리 메르시에(Henri Mercie)라는 프랑스인 설계자의 이름을 따 베넷-메르시에 기관총(Benet-Mercie machine gun)이라는 이름으로도 알려져 있으며, 프랑스 뿐만 아니라 미국, 영국 등도 이 경기관총을 사용했다. 특히 냉각수가 필요없는 관계로, 전쟁 전에는 주로 기병대에서 구입하여 사용했고, 전쟁 중에 등장한 전차용 기관총으로 널리 사용되었다.

## 특징과 문제점
Mle1909는 가스압 작동방식으로 작동했으며, 가스 피스톤이 후퇴하면서 노리쇠가 회전하고, 노리쇠 회전에 따라 총열과 결합이 풀려 후퇴하는 방식이었다. 현재도 이 방식은 널리 사용되는 방식이다.
그러나, 이 기관총은 Mle1897 호치키스 기관총의 문제점은 그대로 가지고 있었다. 복잡한 기계 구조를 그대로 가지고 있었고, 여전히 탄창식도 아닌 클립 급탄방식을 사용하는 등의 문제점이었다. 게다가 클립 급탄도 기존의 중기관총 버전과는 반대 방향이어서 혼란을 주었다고 한다.

## 사용 국가
미국은 이 총을 제식으로 채용하되, 자국제 .30-06 탄을 사용하도록 개조하여 사용했으며, 미국식 제식명은 Benet-Mercie Machine Rifle, Caliber .30 U. S. Model of 1909(M1909)였다. 개조 및 생산은 스프링필드 조병창이 담당했다.
하지만, 조작성 문제로 미국 육군은 이 총을 700여정만 사용했으며, 제1차 세계 대전 후 M1918 BAR로 대체했다. 반면에 영국과 프랑스는 계속 사용했고, 영국은 본토 방위를 맡은 향토방위군(Home Guard)같은 후방 2선급 부대에 이 총을 지급했으며, 1946년에 가서야 완전 도태가 선언되었다.

## 같이 보기
- 경기관총
- Mle1915 쇼샤
- 호치키스 M1922 기관총

## 참고 문헌
- 플래툰, 2004년 12월 호